# Brandon Stark
Brandon Stark, dit Bran, est l'un des personnages principaux de la saga Le Trône de fer écrite par George R. R. Martin. Il est le fils cadet de Lord Eddard Stark et de Lady Catelyn Tully. C'est un enfant de sept ans, au début de la saga, qui rêve de devenir un jour un grand chevalier et d'intégrer la Garde royale. Son loup se nomme Été.
Il ne faut pas le confondre avec son oncle Brandon Stark (mort avant le début de la saga).

## Histoire

### Dans les romans
Lors d'une de ses escapades sur les toits de Winterfell, Bran surprend involontairement la reine Cersei Lannister et son frère jumeau Jaime en train de faire l'amour. Manquant de tomber, il est rattrapé in extremis par Jaime qui le jette ensuite dans le vide cherchant ainsi à le faire taire tout en faisant passer son assassinat pour une chute accidentelle. Bran survit, mais reste longtemps dans le coma avant de se réveiller paralysé des deux jambes. Durant son coma, il a des visions d'une corneille à trois yeux qui affirme pouvoir lui apprendre à voler.
Après son réveil, Bran ne se souvient pas des événements ayant entrainé sa chute. De plus, incapable de marcher, il est transporté où il le désire par Hodor, un garçon d'étable, colosse simplet. En l'absence de ses parents et de son frère aîné, parti guerroyer dans le sud, il prend brièvement le rôle de Seigneur de Winterfell. Il se lie d'amitié avec Meera et Jojen Reed, des enfants des paluds. Jojen fait des rêves verts, prophétiques dans lesquels il voit la destruction de Winterfell. Bran refuse d'y croire, mais Winterfell est finalement attaqué par les fer-nés menés par Theon Greyjoy.
Bran, Rickon, Hodor, Osha et les jeunes Reed se cachent dans les cryptes, et Theon est incapable de les trouver. En mauvaise posture face aux bannerets du Nord venus libérer Winterfell, Theon est obligé de faire confiance au bâtard de Roose Bolton. Ce dernier fait mine d'aider Theon et élimine les assiégeants, mais il double Theon, assassine tous les Fer-nés présents à Winterfell et brûle intégralement la forteresse, passant tous ses occupants au fil de l'épée. Une fois le sac achevé, Bran et ses compagnons quittent les cryptes. Ils découvrent mestre Luwin dans les décombres. Ce dernier, mourant, conseille à Osha de séparer les héritiers de Robb. Osha emmène Rickon, tandis que Bran, Hodor et les Reed partent au-delà du Mur à la recherche de la corneille à trois yeux censée permettre à Bran de voler.
Bran a entre-temps développé son don de zoman, il est capable pour pallier son handicap d'entrer dans la peau de son loup-garou Été, pouvoir qu'il a du mal à contrôler, malgré l'aide de Jojen pendant leur trajet menant au Mur. Une fois arrivés au Mur, Bran et ses compagnons sont aidés par Samwell Tarly, membre de la Garde de Nuit qui leur permet de passer de l'autre côté du Mur où ils sont accueillis par le mystérieux Mains-froides. Ils continuent leur route vers le nord mais ils se font attaquer par les Autres et sont sauvés par une enfant de la forêt qui les attendait. Elle sera surnommée feuille par Bran et Meera.
Bran rencontre Brynden Rivers, la corneille à trois yeux, un vervoyant qui va lui enseigner comment contrôler son pouvoir, ce qui lui permettra de succéder au vervoyant à la mort de celui-ci. Une pâte de germe de Barral lui donne la capacité de se glisser et de voir à travers les yeux des arbres.

## Concept et création
C'est l'acteur Isaac Hempstead-Wright qui a été choisi pour incarner Bran dans la série télévisée adaptée des romans.